# Georgiana (Alabama)
Georgiana is een plaats (town) in de Amerikaanse staat Alabama, en valt bestuurlijk gezien onder Butler County.

## Demografie
Bij de volkstelling in 2000 werd het aantal inwoners vastgesteld op 1737.
In 2006 is het aantal inwoners door het United States Census Bureau geschat op 1609, een daling van 128 (-7,4%).

## Geografie
Volgens het United States Census Bureau beslaat de plaats een oppervlakte van
16,2 km², geheel bestaande uit land.

## Plaatsen in de nabije omgeving
De onderstaande figuur toont de plaatsen in een straal van 40 km rond Georgiana.